# BMW 003

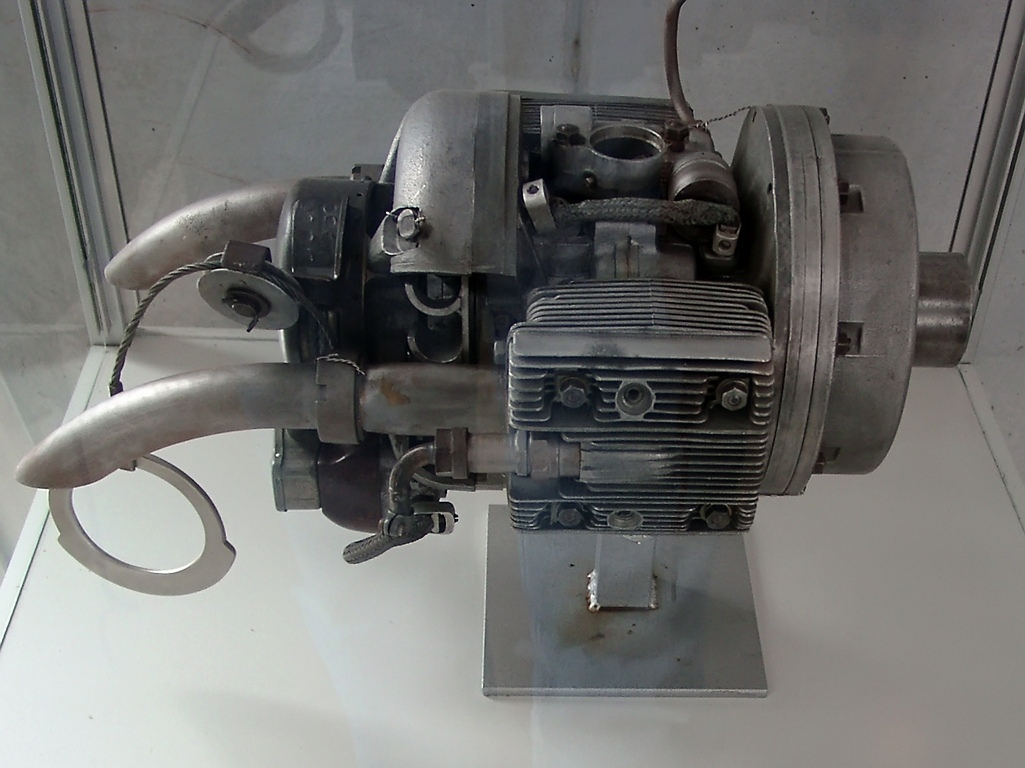
Il motore a due tempi che fungeva da motorino di avviamento nei turbogetto BMW 003 e Junkers Jumo 004.

Il BMW 003 (designazione ufficiale RLM BMW 109-003) era un motore aeronautico turbogetto a compressore assiale prodotto dall'azienda tedesca BMW Flugmotorenbau GmbH durante il periodo della seconda guerra mondiale.

## Storia
Indipendentemente dalle esperienze di Frank Whittle che negli anni trenta in Inghilterra portava avanti lo studio di un motore turbogetto dotato di compressore centrifugo (il Power Jets WU), in Germania, nel 1931, Hermann Östrich descrisse in un report per la DVL le promettenti prospettive nell'uso di un motore a turbina per la propulsione aerea. Il professor Herbert Wagner dell'università di Berlino fu il primo, nel 1934, a concepire l'uso di un motore a turbina a flusso interamente assiale per muovere un'elica.
In seguito alla dimostrazione di Hans von Ohain della sua turbina a flusso centrifugo Heinkel HeS 3, nel 1939 il Ministero dell'Aria del Reich (in tedesco Reichsluftfahrtministerium o RLM) spronò i produttori di motori aeronautici tedeschi ad iniziare programmi di sviluppo di motori a getto che avessero spinte dell'ordine di 19,6 kN per m2 di superficie frontale in modo da ridurre la resistenza aerodinamica delle gondole del motore. Questo requisito era particolarmente arduo da superare utilizzando compressori centrifughi, ragion per cui si preferì utilizzare compressori a flusso assiale multistadio che, al costo di una maggiore lunghezza, potevano garantire alti rapporti spinta-sezione frontale.
Il BMW 003 iniziò ad essere sviluppato presso la Brandenburgische Motorenwerke (nota come "Bramo") sotto la direzione di Hermann Östrich e gli fu assegnata da parte dell'RLM la denominazione di 109-003 (usando il prefisso "109-" comune a tutti i progetti di motori a reazione (endoreattori o esoreattori che fossero). La Bramo stava anche sviluppando un altro turbogetto, il 109-002. Nel 1939, la BMW acquisì la Bramo, e con essa i progetti dei nuovi motori. Il 109-002 prevedeva un sofisticato compressore assiale a stadi contro-rotanti, disegnato per attutire gli effetti giroscopici e aumentare la compattezza del motore, ma fu abbandonato per il progetto più semplice, che aveva già dimostrato di essere abbastanza problematico di suo.
Lo sviluppo del BMW 003 iniziò prima del progetto dello Junkers Jumo 004, ma il susseguirsi di problemi nella fase di sviluppo preliminare portarono allo slittamento della produzione e all'utilizzo dello Jumo sugli aerei cui era originariamente destinato il motore BMW.
Il caso più famoso fu quello del Messerschmitt Me 262 (su cui venne usato solo per i prototipi della serie V e nei due aerei sperimentali A-1b), così come per l'Arado Ar 234 e l'Horten Ho 229.  Il primo aereo di produzione ad usare il BMW 003 fu l'Heinkel He 162, seguito dalle versioni quadrimotore dell'Arado Ar 234.
In tutto furono costruiti in Germania circa 500 esemplari di BMW 003, ma molti meno furono quelli effettivamente installati a bordo di aerei. Questo modello fu anche la base di partenza dei turbogetti sviluppati in Giappone durante la guerra e, al termine della stessa, in Unione Sovietica e Francia.

## Tecnica

### Compressore
Il compressore a 7 stadi del BMW 003 si basava sugli studi condotti presso l'Aerodynamische Versuchsanstalt (AVA, in italiano Laboratorio di Ricerca Aerodinamica), di Gottinga nel 1938. La prima versione di questo compressore prevedeva solamente sei stadi per realizzare un rapporto di compressione di 2,9:1 ma le prime applicazioni pratiche mostrarono la necessità di un settimo stadio e l'aumento della portata del 30% per ottenere la spinta di progetto.
Le palette del compressore erano costruite per estrusione utilizzando leghe di magnesio. Il processo produttivo era, all'inizio, poco curato e solo in seguito ai problemi relativi alle vibrazioni delle palette del primo stadio dovuti all'interferenza aerodinamica dei supporti anteriori del carter (e conseguenti ritardi nello sviluppo del propulsore) si comprese la necessità di metodologie costruttive più precise e ripetibili.

### Camera di combustione

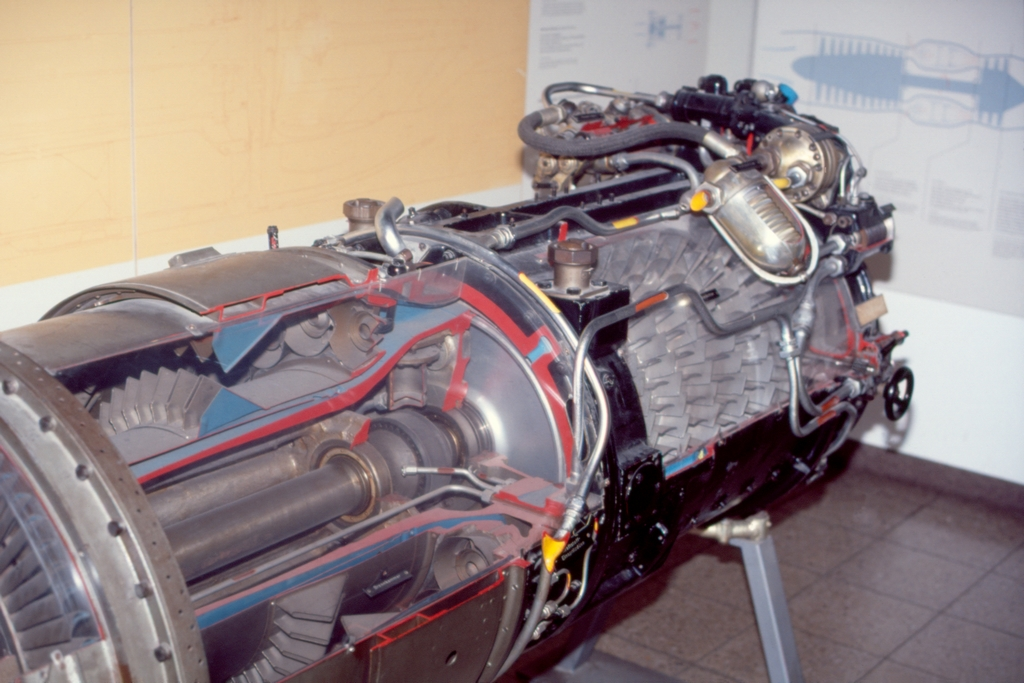
Spaccato di un BMW 003 in cui si può apprezzare la configurazione della camera di combustione anulare con i suoi condotti per l'aria di diluizione.

A differenza del compressore e della turbina, per i quali ci si basò in parte su studi preesistenti, per la camera di combustione del BMW 003 si partì da zero. Sin dalla prima configurazione era presente una camera di combustione anulare in cui erano disposti 16 atomizzatori di combustibile. All'inizio questi spruzzavano il carburante su una piastra ceramica traforata riscaldata dalla combustione che assicurava sia una superficie per l'evaporazione del combustibile che una zona di ricircolo immediatamente a valle dove la fiamma poteva essere stabilmente "ancorata".
Questa configurazione fu ben presto modificata per risolvere i problemi di instabilità della fiamma alle basse portate di aria e le fratture delle piastre ceramiche. L'evoluzione successiva prevedeva l'uso di piastre in acciaio e iniettori di carburante che lo spruzzavano controcorrente, ma solo con l'introduzione di deflettori conici che inducevano nel flusso di aria primario un vortice attorno a ciascun iniettore (che di nuovo spruzzavano nel verso della corrente) si riuscì a stabilizzare la fiamma nella zona di combustione.
Il flusso di diluizione, necessario al raffreddamento delle pareti del combustore e all'abbassamento della temperatura dei gas di scarico prima dell'ingresso in turbina, era fatto scorrere esternamente alla sezione della camera di combustione in cui era mantenuta la fiamma per poi convogliarlo all'interno della stessa mediante 40 condotti a lama posti sul rivestimento (liner) esterno della camera di combustione alternati ad altri 40 posti sul rivestimento interno, risultando in una successione di strati di aria di diluizione con quelli dei prodotti di combustione.

### Turbina
Dai modelli preliminari del motore furono ricavati i requisiti di progetto che la turbina avrebbe dovuto sostenere. Tra questi una temperatura in ingresso di circa 800 °C, una grande portata con un basso diametro del motore, il minor numero di stadi (preferibilmente uno solo) e la massima efficienza possibile.
La BMW decise (per ragioni di resistenza meccanica e diametro del motore) di fissare in 250 m/s la velocità media circonferenziale delle palette della turbina, che portava a 9000 giri al minuto (in seguito 9500) la velocità del compressore. Fin dall'inizio furono impiegate palette cave, con profili a pressione costante, costruite saldando insieme due metà, che però mostrarono problemi di fratture. Si passò quindi a palette forgiate che incrementarono la vita operativa a 200 ore. In seguito, per ragioni pratiche, si ritornò alla costruzione di palette formate a partire da un foglio di metallo, inspessendone le radici e migliorandone così l'affidabilità.
L'aria di raffreddamento delle palette era meno del 2% di quella totale trattata dal motore e consentiva una temperatura dei gas in ingresso in turbina di 777 °C e di una media di 697 °C per i gas che investivano le palette rotoriche. Le temperature erano ricavate puntando manualmente un pirometro attraverso l'ugello di scarico.

## Impiego operativo
Il motore fu provato al banco la prima volta nell'agosto del 1940, ma sviluppò meno della metà della spinta prevista (2,5 kN invece di 6,3 kN). Volò per la prima volta a metà del 1941, montato sotto la fusoliera di un Messerschmitt Bf 110, ma i problemi di sviluppo continuavano ed il Me 262 (primo aereo che avrebbe dovuto installare il nuovo motore) fu costretto ad installare un motore a pistoni convenzionale (lo Junkers Jumo 210) per i test in volo. Solo nel novembre del 1941 il Me 262 decollò con i motori BMW (che smisero entrambi di funzionare in volo) finendo costretto ad atterrare con l'ausilio del solo motore a pistoni che, per precauzione, era stato lasciato installato.
I motori BMW furono quindi scartati per l'uso sul Me 262, ad eccezione di due velivoli sperimentali noti come Me 262 A-1b. La versione Me 262 A-1a fu riprogettata per usare il concorrente Junkers Jumo 004 il cui peso maggiore comportò un incremento dell'angolo di freccia delle ali per correggere la posizione del baricentro. I lavori sullo 003 comunque continuarono, e alla fine del 1942 fu migliorato nelle prestazioni e nell'affidabilità. Il nuovo motore fu provato in volo su un Junkers Ju 88 nell'ottobre del 1943 ed entrò in produzione nell'agosto del 1944, in tempo per l'He 162. La versione "E", specifica per questo velivolo, prevedeva gli attacchi ventrali in modo da poter essere installato sulla parte superiore della fusoliera dell'aeromobile.
L'ultima versione (la "R") prevedeva l'aggiunta di un piccolo motore a razzo (BMW 109-718, da 9,8 kN di spinta) nella parte posteriore del motore da utilizzarsi per decolli da piste corte. Fu provato in questa configurazione, con notevoli problemi di affidabilità, su singoli prototipi di Me 262 (Me 262 C-2b Heimatschützer II), e di He 162 (He 162 E) nel marzo del 1945.
Il BMW-003 avrebbe dovuto essere esportato in Giappone, ma esemplari funzionanti non furono mai effettivamente consegnati. Gli ingegneri nipponici, però, sulla base di foto e disegni del motore riuscirono a costruire una versione locale del turbogetto, l'Ishikawajima Ne-20.

### Dopoguerra
Alla fine del conflitto mondiale, due esemplari di BMW-003 requisiti dall'Armata Rossa, spinsero il prototipo del primo aereo a reazione dell'Unione Sovietica, il Mikoyan-Gurevich MiG-9. I disegni del progetto dei motori BMW furono presi dalle forze sovietiche nella fabbrica di Basdorf-Zühlsdorf, vicino a Berlino, e da quella vicino a Nordhausen. Uno stabilimento per la costruzione del BMW 003 fu allestito presso la fabbrica statale GAZ 466 (Горьковский Автомобильный Завод, in italiano "Fabbrica Automobilistica di Gorky") a Leningrado, in cui gli esemplari furono prodotti in massa fino al 1947 con la denominazione di RD-20 (dalle iniziali del russo реактивный двигатель, in italiano "motore a reazione").
Dopo l'occupazione della Germania da parte degli Alleati, Marcel Dassault aiutò Hermann Östrich a spostarsi dalla zona sotto il controllo statunitense a quella sotto il controllo francese e, dopo un paio d'anni, fu al lavoro presso una divisione della SNECMA (la compagnia statale francese per la produzione di motori aeronautici) per lo sviluppo del motore turbogetto Atar destinato ad essere installato sui caccia Ouragan, Dassault Mirage III e Mystère II.

## Versioni
- BMW 003 A-2 - Motore basato sulla versione A-1, ma costruita con materiali reperibili più facilmente. La potenza rimaneva la stessa ed è stato trasferito alla produzione di serie.
- BMW 003 C - Motore rimasto allo stadio sperimentale con spinta aumentata a 8,83 kN.
- BMW 003 D - Versione sperimentale con turbina a doppio stadio e compressore ad otto stadi del compressore da 10,79 kN di spinta
- BMW 003 E-1 - Come A-1, ma con attacchi modificati per l'He 162
- BMW 003 E-2 - Come A-2, ma con attacchi modificati per l'He 162. Il motore poteva generare per 30 secondi una spinta aumentata a 9 kN. Motore di produzione per l'He 162 A2.
- BMW 003 R - Una variante del BMW 003A in cui era combinato con un piccolo motore a razzo (il BMW 109-718 ad acido nitrico), che, per tre minuti, poteva fornire una spinta di circa 9,81 kN.[12] Questo motore fu testato sia sul Me 262 che sull'He 162 e avrebbe dovuto equipaggiare anche l'ala volante supersonica Horten Ho XIIIB, che però non andò oltre la fase di progetto.

## Velivoli utilizzatori
Germania
- Arado Ar 234
- Heinkel He 162 Salamander
- Heinkel He 280
- Henschel Hs 132
- Horten Ho 229
- Messerschmitt Me 262 A-1b

## Motori comparabili
Francia
- Snecma Atar

 Germania
- Junkers Jumo 004
- Heinkel HeS 011

 Regno Unito
- Metropolitan-Vickers F.2

 Giappone
- Ishikawajima Ne-20